# Зенкл, Петр
Петр Зенкл (чеш. Petr Zenkl, 13 июня 1884, Табор, Австро-Венгрия — 2 ноября 1975, Роли, США) — влиятельный чешский политик, правительственный министр, приматор Праги, глава Чешской национально-социалистической партии (1945—1948), заместитель премьер-министра Чехословакии (1946—1948) и председатель Совета свободной Чехословакии в изгнании (1949—1974).

## Биография
Петр Зенкл был восьмым ребёнком в семье мелкого предпринимателя (первоначально работавшего портным) в южночешском городе Табор. Все дети помогали отцу в его деле, стремясь заработать деньги. Отец был чешским патриотом, поэтому дети присоединились к Сокольскому движению. Петр учился в гимназии в Таборе, а затем окончил философский факультет Карлова университета в Праге, а в 1907 году получил там докторскую степень. Во время ещё своей учёбы в Таборе он познакомился с дочерью своего учителя истории, 16-летней Павлой, на которой женился шесть лет спустя (в 1909 году).
С 1911 года Зенкл активно принимал участие в политической жизни в Праге, а точнее в Карлине, который был независимым городом до 1921 года, когда был присоединён к Праге. В 1911 году он стал членом городского совета Карлина, а в 1919 году — его мэром. Когда Карлин стал частью Праги, Зенкл лишился своей должности. Будучи членом пражского городского совета, Зенкл был назначен в 1937 году на должность мэра (приматора) Праги, заменив на этому посту Карела Баксу.

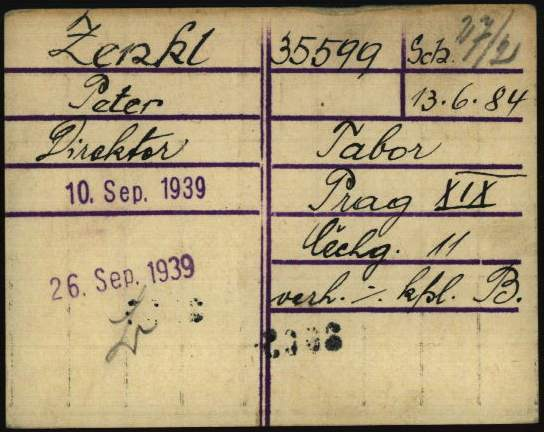
Регистрационная карточка Петра Зенкла как заключённого нацистского концентрационного лагеря Дахау

Вскоре после оккупации Праги нацистской Германией в марте 1939 года Зенкл был арестован и заключен в тюрьму Панкрац. Оттуда его перевели в концентрационный лагерь Дахау, а через три недели — в концентрационный лагерь Бухенвальд, из которого он был освобождён вместе с другими заключёнными армией американского генерала Джорджа Смита Паттона. Зенкл упоминается в отчёте Эдварда Р. Марроу о Бухенвальде от 11 апреля 1945 года. Один из узников лагеря обратился к нему в бараке, спросив: «Вы помните меня, я Питер Зенкл, бывший мэр Праги?». Они действительно встречались раньше, но из-за жестокого обращения, которому подвергался Зенкл, он был неузнаваем. Благодаря американской военной помощи он смог перебраться самолётом через Франкфурт-на-Майне и Париж в Лондон, где узнал, что его место приматора Праги занял коммунист Вацлав Вацек. Ему также сообщили, что Революционный комитет партии избрал его председателем Чехословацкой национал-социальной партии.
Зенкл вернулся на пост приматора Праги в августе 1945 года, сменив Вацека, и исполнял свои обязанности до мая 1946 года, когда прошли выборы, по результатам которых Вацлав Вацек снова был назначен главой города. По итогам же национальных парламентских выборов в мае 1946 года его партия, председателем которой он был, заняла второе место (после Коммунистической партии Чехословакии), что принесло ему должность заместителя премьер-министра чехословацкого правительства. В сентябре 1947 года Зенкл вместе с министром Яном Масариком и министром юстиции Прокопом Дртиной стали жертвами организованного коммунистами акта устрашения, когда они получили коробки со взрывчаткой. В феврале 1948 года Зенкл подал в отставку в числе других некоммунистических министров правительства, чтобы вынудить министра внутренних дел, коммуниста Вацлава Носека, отменить неконституционные меры, введённые им во время своего пребывания в должности.
После коммунистического государственного переворота 1948 года Зенкл находился под постоянным наблюдением со стороны Службы Государственной безопасности Чехословакии. Однако в августе того же года ему удалось со своей женой бежать на Запад. В последующие годы Зенкл возглавлял движение чехословацких политических эмигрантов. В 1949—1974 годах он занимал должность председателя Совета свободной Чехословакии, базировавшегося в Вашингтоне, столице США. Зенкл умер в 1975 году. После падения коммунистического режима в Чехословакии в 1989 году его останки были перенесены из США на Вышеградское кладбище в Праге. В октябре 1991 года чехословацкий президент Вацлав Гавел наградил его посмертно орденом Томаша Гаррига Масарика II степени.
В 1947 году Зенклу было присвоено звание почётного гражданина города Кладно, но уже через год по политическим мотивам он лишился его, а уже в 2000 году оно было посмертно возвращено ему.

## Работы
- Tomáš G. Masaryk a idea federalisace Evropy a světa (1953)
- Masarykova Československá republika (1955)
- T. G. Masaryk and the Idea of European and World Federation (1955)
- Communist Seizure of Power and the Press 1945-48 (1962)
- A history of the Czechoslovak Republic, 1918—1948 (1973)
- Mozaika vzpomínek (1997)